# 田中村 (千葉県)
田中村（たなかむら）は千葉県の北西部、東葛飾郡に属していた村。

## 地理
- 河川：利根運河、利根川
- 湖沼：和田沼

## 歴史

### 村名由来
船戸に下総国舟戸藩（領主は本多氏）が置かれ、後に駿河国田中藩の飛び領地となったことから。

### 沿革
この地方は、葛飾郡ののち東葛飾郡に属した。
- 1873年（明治6年） - 大区小区制施行の際、第12大区8小区に編入される。
- 1878年（明治11年） - 郡区町村編制法施行の際、以下の村連合を組成する。
  - 若柴村・十余二村・正蓮寺村連合
  - 花野井村・松ヶ崎村連合
  - 大室村・小青田村連合
  - 大青田村・下三ヶ尾村・西三ヶ尾村・上三ヶ尾村・二川塚村連合
  - 船戸村・三ッ堀村・瀬戸村連合
- 1884年（明治17年） - 戸長役場所轄区域更定の際、以下の単位で同一の戸長役場の所轄に属した。
  - 若柴村、十余二村、正蓮寺村、花野井村、大室村、小青田村および高田村
  - 船戸村、瀬戸村、大青田村、下三ヶ尾村、西三ヶ尾村および上三ヶ尾村

当地区は、戸長役場の所轄区域および学区が2区に分かれていた（船戸村は下三ヶ尾村外4村とともに1学区を成し、その他の村々で1学区を成していた）が、各村とも農業が主要の生業で生活状態が同じであり、合併には適当な状態だった。
水利施設等は、用排水路において、大室村、花野井村および小青田村が南相馬郡布施村と、船戸村が東葛飾郡木野崎村と共同分水の関係をもっていたが、合併を妨げるものではなかった。
- 1889年（明治22年）4月1日 - 町村制施行により、田中村・十余二村組合が成立。
若柴、花野井、大室、正蓮寺、小青田、船戸、大青田（利根運河北部を除く）、上三ヶ尾（利根運河南部）、下三ヶ尾（利根運河南部）、西三ヶ尾（利根運河南部）および青田新田飛地を合併して田中村が設置され、田中村と十余二村（十余二村は旧村のまま）との間に村組合が設置された。
合併せず村組合としたのは、十余二村が新開墾地で、旧い伝統をもつ他の諸村と民情、風俗、生活状態等を異にしたため。
- 1891年（明治24年）4月1日 - 田中村大字青田新田飛地を十余二村に編入。
- 1914年（大正3年）10月10日 - 組合を解消し、田中村が十余二村を編入。
- 1923年（大正12年）4月1日 - 福田村と共に一部の字区域と名称を変更。
- 1923年（大正12年）9月6日 - 田中村の自警団が隣接する福田村民と共に福田村事件を起こす。
- 1938年（昭和13年） - 柏飛行場開設。
- 1939年（昭和14年）4月5日 - 柏陸軍病院開設。
- 1949年（昭和24年）4月1日 - 田中村大字十余二のうち、旧陸軍柏飛行場区域を大字中十余二として分離する。

- 1954年（昭和29年）9月1日 - 東葛飾郡柏町、土村および小金町と合併し東葛市を新設する。

## 行政

### 村長
- 鈴木利三郎 - 1914年就職認可[1]
- 窪田甚蔵 - 1927年就任[2][3]
- 松丸厳 - 1936年就任[4]
- 田中朝吉 - 1947年就任[5]

## 交通
- 飛行場：柏飛行場

## 著名な住民
- 牧野伸顕 - 政治家